# Leipziger Burschenschaft Germania
Die Leipziger Burschenschaft Germania ist eine farbentragende, pflichtschlagende Studentenverbindung mit Sitz in Leipzig. Sie ist die älteste Burschenschaft in Sachsen. Im Sommer 2022 wurde gemeldet, dass sie als rechtsextremer Verdachtsfall eingestuft wurde.

## Allgemeines
Die Leipziger Burschenschaft Germania ist ein Lebensbund, in dem Studenten nach ihrem Studienabschluss Mitglied der Altherrenschaft der Burschenschaft werden, die die jungen Studenten (Aktivitas) finanziell und ideell unterstützt (umgekehrter Generationenvertrag). Außerdem ist sie nach dem Konventsprinzip organisiert, d. h. Entscheidungen werden in Abstimmungen und Wahlen getroffen, wobei die Mehrheit entscheidet.
Die Germania trägt die Farben Schwarz-Weiß-Rot mit goldener Perkussion im Leipziger Bandmaß, ziegelrote Mützen in kleiner gerader Form, und führt den Wahlspruch „Freiheit – Ehre – Vaterland“. Sie verlangt von ihren Mitgliedern das Schlagen von drei genehmigten Mensuren.

## Geschichte

### Die Zeit bis 1945
Die Leipziger Burschenschaft Germania wurde am 7. Juni 1818 im Gasthaus ″Zur Grünen Linde″ in Leipzig nach einem Vortrag von Otto von Ende gegründet. 225 Studenten traten der Burschenschaft sofort bei. 
1820 lud die Leipziger Burschenschaft alle Burschenschaften Deutschlands zum vom 29. September bis 8. Oktober stattfindenden Burschentag in Dresden ein, um die Einigung aller Burschenschaften durchzuführen. Karl von Hase machte sich am 11. April 1820 zu Fuß auf den Weg, um die Einladungen in konspirativer Weise mündlich zu überbringen. Er reiste durch Süddeutschland, über Heidelberg nach Bonn und zurück nach Leipzig, wo er am 21. Juni 1820 wieder eintraf, nur um kurz darauf zu den Ostseeuniversitäten weiterzureisen.
Im Jahr 1824 wurde sie aufgelöst, als die Karlsbader Beschlüsse in Sachsen durchgesetzt wurden. Bereits 1825 war die Burschenschaft wieder präsent, wurde aber 1826 erneut verboten. Die Studentenverbindung wurde ab 1827 als Fechtgesellschaft fortgeführt. 1827/28 kam es zu einer Abspaltung, aus der die Burschenschaft Markomannia Leipzig hervorging. Deren bekanntestes Mitglied war wohl der Komponist Robert Schumann. Als Folge des Frankfurter Wachensturms kam es 1832 erneut zu Maßnahmen gegen die Burschenschaft. 1833 kam es zur Selbstauflösung.
Die Studentenverbindung wurde 1839 reorganisiert. 1852 wurden die Burschenschaften in Leipzig wieder verboten. Die Leipziger Burschenschaft bestand im Untergrund weiter bis 1855.
Die Wiedergründung erfolgte 1859 als Wartburg unter Mitwirkung von Jenenser Burgkelleranern und Beibehaltung der alten Couleur der Leipziger Burschenschaft. Im Juli 1862 fand der Zusammenschluss mit der Burschenschaft Albia zur Leipziger Burschenschaft Germania unter den Farben der Wartburg statt. 1872 wurden die jetzigen Farben schwarz-weiß-rot angenommen.

Die Germania als Mitglied der Deutschen Burschenschaft (1915)

Im Jahr 1903 übernahm die Leipziger Burschenschaft Germania den Vorsitz in der Deutschen Burschenschaft. 1909 wurde das Haus in der Schenkendorfstraße 16a eingeweiht. Im Ersten Weltkrieg fielen 24 Mitglieder. Der Couleurbetrieb wurde 1919 wieder aufgenommen. 1926 wurde wieder der Vorsitz in der Deutschen Burschenschaft übernommen.
Nach der Machtergreifung Hitlers wurde 1934 das Führerprinzip eingeführt, bevor 1935 die Zwangsauflösung erfolgte. Ab 1936 betreuten die Altherrenschaften der Burschenschaften Germania und Dresdensia gemeinsam eine NS-Kameradschaft Wartburg. Im Zweiten Weltkrieg fielen 26 Mitglieder und 1944 wurde das Germanenhaus durch Bombentreffer zerstört.

### Exil in Köln
Nach 1945 wurden die Kontakte wieder aufgenommen und 1948 kam es zum ersten Nachkriegstreffen in Bad Godesberg. Dort erfolgten Verhandlungen mit verschiedenen Altherrenverbänden zur Belebung einer Aktivitas. 1950 erfolgte die Gründung einer Kölner Burschenschaft Wartburg durch die Burschenschaft Germania Köln. Der Altherrenverband der Leipziger Burschenschaft Germania schloss sich mit der Aktivitas der Kölner Burschenschaft Wartburg unter dem Namen Kölner Burschenschaft Wartburg, zugleich Alte Leipziger Burschenschaft Germania zusammen. Dieser Name wurde 1958 zu Wartburg Köln/Germania Leipzig verkürzt.

### Rückkehr nach Leipzig
Im Jahr 1993 wurde das 175-jährige Bestehen der Leipziger Burschenschaft Germania in Leipzig gefeiert und aus den Reihen der Kölner Burschenschaft Wartburg-Germania Leipzig ein eigener Altherrenverband Germania Leipzig gegründet, dem viele Alte Herren der Kölner Burschenschaft beitraten. Wartburg Köln und Germania Leipzig beendeten damit die seit 43 Jahren bestehende Fusion, blieben aber durch viele Doppelbandmänner verbunden. Wartburg Köln fusionierte 2014 mit der Alten Leipziger Burschenschaft Suevia zu Köln zur Burschenschaft Wartburg Köln-Suevia Leipzig.
Im Wintersemester 1993/94 erfolgte die Aufnahme des Aktivenbetriebes in Leipzig mit vier Füchsen. Im April 1994 wurden erste Räume im Barfußgäßchen 12 angemietet. Ab Mai 1994 beginnt das Einpauken im Waffenring "Halle-Leipzig". Im Sommersemester 1994 fand die Wiederaufnahme der Aktivitas und Altherrenschaft der Leipziger Burschenschaft Germania in die Deutsche Burschenschaft statt. 1995 wurde eine Etage in der Nikolaistraße 57 bezogen. Mit der Aktivitas der Burschenschaft Arminia auf dem Burgkeller Jena wurde 1997 ein Freundschaftsverhältnis eingegangen. Dieses wurde 2008 beendet. Seitdem unterhält Germania ein Freundschaftsverhältnis zur Abspaltung der Jenaer Arminia, der Alten Burschenschaft Burgkeller Jena in der DB.

### Rechtsextreme Preppergruppe
Im Juni 2020 wurde bekannt, dass Mitglieder der Burschenschaft ab 2015 eine rechtsextreme Preppergruppe gebildet hatten, um sich privat zu bewaffnen und auf einen vermeintlichen Krisenfall vorzubereiten. In Facebook-Chats fand die taz zahlreiche rassistische Äußerungen der Gruppenmitglieder. Vor dem Hintergrund des Zuzugs von Geflüchteten sprachen die Handvoll Männer und Frauen von einem kommenden „Rassenkrieg“. Im September 2022 berichtete die taz, dass nach ihren Recherchen das sächsische Landesamt für Verfassungsschutz die schlagende Verbindung als rechtsextremen Verdachtsfall eingestuft habe. Demnach können nun auch nachrichtendienstliche Mittel zur Überwachung eingesetzt werden. Ebenso will die Bundeswehr keine Germania-Mitglieder mehr zum Reservistendienst zulassen.

## Bekannte Mitglieder

### Germania Leipzig (1818–1950, seit 1993)
- Paul Adolph (1840–1914), Oberbürgermeister von Frankfurt/Oder und Mitglied des preußischen Herrenhauses
- Albrecht Bartsch (1802–1860), 1822/23 Vorsteher der Burschenschaft, bestraft mit dem Consilium abeundi, Domprediger in Schwerin
- Max Bär (1855–1928), Historiker und Archivar
- Karl Biedermann (1812–1901), Politiker, Publizist und Hochschullehrer für Staatswissenschaften
- Adolf Birch-Hirschfeld (1849–1917), Romanist
- Arthur Birch-Hirschfeld (1871–1945), Ophthalmologe, Rektor der Albertus-Universität Königsberg
- Karl Ludwig Ferdinand Blanckmeister (1819–1883), Revolutionär, Abgeordneter im Sächsischen Landtag
- Hans Blum (1841–1910), Rechtsanwalt und Schriftsteller
- Robert Blum (1807–1848), 1848er Revolutionär, standrechtlich erschossen
- Paul Bode (1883–1977), Pädagoge und Hochschullehrer
- Friedrich Boettcher (1842–1922), Journalist und Politiker
- Adolf Calmberg (1837–1887), Lehrer und Dichter
- Friedrich Georg Heinrich Claussen (1819–1898), Jurist, oldenburgischer Abgeordneter, Landgerichtsdirektor in Lübeck
- Carl Eduard Cramer (1817–1886), Publizist und Schriftsteller
- Hermann Davids (1878–1967), Augenarzt und Hochschullehrer
- Carl Theodor Dietzsch (1819–1857), Mitglied der Frankfurter Nationalversammlung
- Friedrich Dornblüth (1825–1902), Mediziner, Hygieniker und Sachbuchautor
- Georg Dröscher (1854–1945), Theaterschauspieler, -leiter, Opernregisseur, Übersetzer, Librettist und Autor
- Hans Erbring (1903–1982), Chemiker und Hochschullehrer
- Adolf Erman (1854–1937), Ägyptologe
- Heinrich Erman (1857–1940), Rechtswissenschaftler mit dem Forschungsschwerpunkt im Römischen Recht
- Wilhelm Erman (1850–1932), Bibliothekar und Geograph
- Arthur von Falkenhayn (1857–1929), Landrat in Zabrze und Tarnowitz, politischer Erzieher von Wilhelm von Preußen
- Ernst Faulstich (1863–1925), klassischer Philologe und Pädagoge
- Hugo Gering (1847–1925), Mediävist
- Ferdinand Goetz (1826–1915), Abgeordneter des Norddeutschen Reichstags und des Deutschen Reichstags
- Georg Günther (1808–1872), Mitglied der Frankfurter Nationalversammlung
- Paul Hilpert (1893–1939), Psychiater und Hochschullehrer
- Karl Richard Hirschberg (1820–1886), Jurist und Politiker, MdR, MdL (Königreich Sachsen)
- Erich Joachim (1851–1923), Archivar
- Hermann Joseph (1811–1869), Jurist und liberaler Politiker
- Oskar Kieselhausen (1821–1876), deutscher Demokrat
- Emil Knaake (1852–1932), Lehrer und Autor
- Ludwig Köhler (1819–1864), Schriftsteller
- Paul von Krause (1852–1923), Jurist und Politiker (DVP)
- Hermann Kriege (1820–1850), Burschenschafter, Journalist und Revolutionär
- Johannes Krohn (1884–1974), Ministerialbeamter
- Emil Lehmann (1829–1898), Politiker (DFP), MdL Sachsen und Vorsitzender der Jüdischen Gemeinde Dresden
- Gerhard Loosch (1894–1965), Militärverwaltungsoffizier
- Richard Markert (1891–1957), Bremer Bürgermeister
- Friedrich Wilhelm Meyer (1797–1879), Bürgermeister von Zwickau
- Friedrich Max Müller (1823–1900), Sprachforscher und Religionswissenschaftler
- Gustav Müller (1851–1925), Astronom
- Hermann Otto Reimarus (1857–1920), Oberbürgermeister von Magdeburg
- Ludwig Pohle (1869–1926), Nationalökonom und Hochschullehrer
- Richard Truckenbrodt (1887–1961), Lehrer, Mundart- und Heimatforscher
- Hermann Sauppe (1809–1893), klassischer Philologe und Hochschullehrer
- Arthur Schaade (1883–1952), Semitist und Hochschullehrer
- Karl Hermann Schauenburg (1819–1876), Mediziner
- Carl Hermann Schildbach (1824–1888), erster habilitierter Orthopäde
- Bernhard Schlee (1858–1928), Abgeordneter des Deutschen Reichstags
- Wilhelm von Schlenther (1858–1924), Landrat und Mitglied des Preußischen Herrenhauses
- Karl Eberhard Schöngarth (1903–1946), Jurist und Kriegsverbrecher
- Daniel Paul Schreber (1842–1911), Jurist und Schriftsteller
- Hermann Schulze-Delitzsch (1808–1883), Politiker, Begründer des deutschen Genossenschaftswesens
- Robert Schumann (1810–1856), Komponist und Pianist der Romantik
- Friedrich Herman Semmig (1820–1897), Schriftsteller und Lehrer
- Otto Strobel (1872–1940), Politiker (DVP), Oberbürgermeister in Pirmasens
- Valerian Tornius (1883–1970), Literaturwissenschaftler, Schriftsteller und Übersetzer
- Ernst Voigt (1845–1886), Jurist und Politiker (NLP), MdL Königreich Sachsen
- Martin Wehrmann (1861–1937), Historiker und Gymnasiallehrer
- Otto Werth (1851–1920), Mitglied des Rheinischen Provinziallandtags
- Heinrich Moritz Willkomm (1821–1895), Botaniker
- Emil Wörner (1841–1917), Gymnasiallehrer und Altphilologe
- Heinrich Wuttke (1818–1876), Professor für Historische Hilfswissenschaften
- Wilhelm von Zahn (1839–1904), Mathematiker, Physiker und Pädagoge (Ehrenmitglied)

### Wartburg Köln-Germania Leipzig (1950–1993)
- Horst Förster (* 1942), Richter, Landtagsabgeordneter (AfD)
- Karsten Möring (* 1949), Lehrer, Schulleiter, Bundestagsabgeordneter (CDU)

Mitgliederverzeichnis:
- Willy Nolte (Hrsg.): Burschenschafter-Stammrolle. Verzeichnis der Mitglieder der Deutschen Burschenschaft nach dem Stande vom Sommer-Semester 1934. Berlin 1934. S. 1067–1068.